# GUIDO (Musiknotation)
GUIDO ist ein Dateiformat für die Eingabe und den Austausch von Musiknoten in moderner westlicher Notenschrift, benannt nach Guido von Arezzo. Im Gegensatz zu vergleichbaren Formaten ist es dazu konzipiert, gleichermaßen menschen- wie maschinenlesbar zu sein. Erste Entwicklungen gehen auf Holger H. Hoos und Keith Hamel zurück, später wurde das Format vom SALIERI-Projekt weiter gepflegt.
GUIDO ist von der LaTeX-Syntax inspiriert und ist ähnlich zur Notation von GNU LilyPond.

## Beispiel
Eröffnung der römisch-katholischen Hymne „O Sanctissima“ in GUIDO-Notation.
```
[ 
\clef
<"treble"> 
\key
<"D"> 
\meter
<"4/4">
 a1*1/2 b a/4. g/8 f#/4 g a/2 b a/4. g/8 f#/4 g
 a/2 a b c#2/4 d c#/2 b1 a/1 ]

```